# مايويذر ضد باكياو
| مباراة القرن                                               | مباراة القرن | مباراة القرن               |
| ---------------------------------------------------------- | ------------ | -------------------------- |
| التاريخ: 2 مايو 2015                                       |              |                            |
| المكان: أم جي أم غراند غاردن أرينا، لاس فيغاس              |              |                            |
| البطولات المشاركة: WBA، WBC، WBO، مجلة الخاتم، وزن الويلتر |              |                            |
| معلومات                                                    |              |                            |
|                                                            | الصورة       |                            |
| فلويد مايويذر جونيور                                       | ضد           | ماني باكياو                |
| الولايات المتحدة                                           | الدولة       | الفلبين                    |
| النقود (Money)                                             | اللقب        | باك مان (Pac-Man)          |
| 24 فبراير 1977                                             | الميلاد      | 17 ديسمبر 1978             |
| 38 سنة                                                     | العمر        | 36 سنة                     |
| 1.73 متر (5 أقدام 8 بوصات)                                 | الطول        | 1.69 متر (5 أقدام 7 بوصات) |
| 66 كغ (145 رطل)                                            | الوزن        | 66 كغ (145 رطل)            |
| 0-47 (26 KO)                                               | الانتصارات   | 57-5-2 (38 KO)             |
| النتيجة                                                    |              |                            |
| فوز مايويذر بقرار بالنقاط بالإجماع                         |              |                            |

مايويذر ضد باكياو أو مباراة القرن (بالإنجليزية: The Fight of the Century ؛ بالفرنسية: Le combat du siècle) هي مباراة ملاكمة محترفة نظمت بين فلويد مايويذر جونيور وماني باكياو في 2 مايو 2015 في أم جي أم غراند غاردن أرينا في لاس فيغاس. فاز مايويذر بهذه المباراة بإجماع الحكام الثلاثة (118-110، 116-112، 116-112). لم تأتي أي مباراة لحد هذه المباراة بهذا القدر من الإيرادات المالية، وقدرت ب400 مليون دولار (75 مليون دولار من التذاكر، 300 مليون دولار من دفع مقابل المشاهدة للتلفزيون الأمريكي، 35 مليون دولار من حقوق البث للتلفزيون الأجنبي)، مايويذر وباكياو اقتسما 250 مليون دولار.

## مقالات ذات صلة
- فلويد مايويذر جونيور
- ماني باكياو